# Federação Portuguesa das Actividades Subaquáticas
A Federação Portuguesa das Actividades Subaquáticas é entidade desportiva responsável por todas as vertentes do mergulho desportivo em Portugal, tendo o estatuto de Utilidade Pública Desportiva (UPD) ao abrigo do Decreto Lei n.º 144/93, de 26 de Abril, por despacho do Primeiro Ministro em 23 de Setembro de 1994, publicado no Diário da República, 2ª Série, n.º 232, de 7 de Outubro de 1994.